# Armas usadas en la guerra del Pacífico

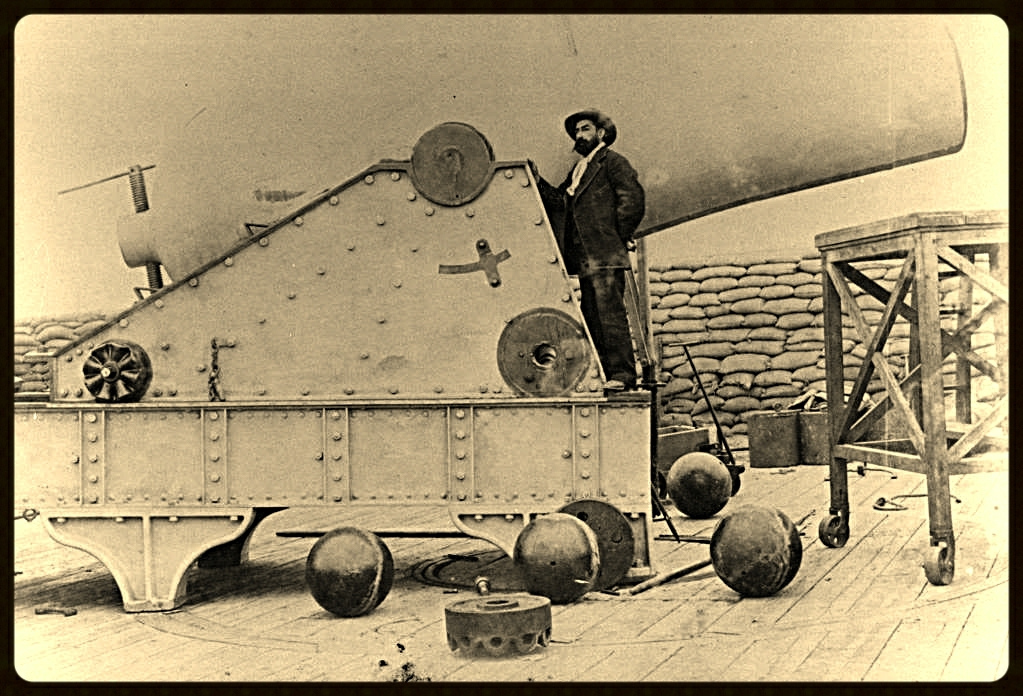
Cañón Dahlgren calibre XX (500 mm; 20 pulgadas), de 1000 libras (bolas de casi 450 kg) y ánima lisa para la defensa del Callao. De este cañón, fabricado en Estados Unidos y cuyo peso era de casi 45 toneladas, se fabricaron solo cuatro unidades, una de las cuales fue vendida al Perú. Tras la ocupación del Callao fue trasladado a Arica, pero se desconoce su paradero actual.

Las armas usadas en la guerra del Pacífico fueron las herramientas utilizadas contra seres humanos en tareas de ataque, defensa y destrucción de fuerzas o instalaciones enemigas, o simplemente como una efectiva amenaza durante la guerra del Pacífico. Las más modernas fueron compradas en Europa y los Estados Unidos. Algunas fueron copiadas y producidas en los países beligerantes. Otras fueron transportadas en partes y ensambladas en el país comprador. Por muy excelentes que sean las armas, más importante aún son la educación, destreza y disciplina de los que las sirven.(Machuca, CCG, Cap, VIII)

## Infantería
Existían, a fines del siglo XIX, dos teorías de trincheras. Según algunos, (Sater) cualquier ataque de infantería a una trinchera bien defendida con ametralladoras y fusiles de retrocarga estaba condenado al fracaso por la verdadera cortina de fuego que el defensor podía verter sobre el atacante.: 249  Como ejemplo se cita la guerra de trincheras en que quedó la Primera Guerra Mundial. Otra teoría pretendía que un ataque bien organizado y preparado podía vencer la defensa de cualquier trinchera. Como ejemplo se cita la guerra franco-prusiana, donde los prusianos vencieron las defensas francesas a pesar de las metralleras y los fusiles franceses.

### Fusiles
No existía normas técnicas para la construcción de los fusiles como calibre o peso de la munición. Estas eran acordadas entre el fabricante y el enviado de gobierno encargado de la compra. Por esa razón las características técnicas de los fusiles usados variaban ostensiblemente aún en el caso de una misma denominación. Por ejemplo, el fusil denominado Comblain era fabricado en modelos diferentes para Bélgica, Brasil, Perú y Chile.
Un caso interesante es el del fusil Chassepot. El original, que llamamos aquí de aguja, con cartucho combustible de papel y gasa de algodón, fue comprado por Perú para más tarde ser devuelto a Europa donde se le modificó para poder disparar un cartucho metálico, modelo que llamamos Castañón, en otras obras Chassepot transformados, reformados o modificados y un tercer modelo del Chassepot fue el Bornemueller o peruano, un modelo basado en el Chassepot pero fabricado desde un comienzo para el uso de cartucho metálico.
| Características                                      | Remington | Remington M/1871 | Chassepot Bonnmueller | Chassepot Castañón | Chassepot de aguja | Comblain | Gras        | Snider-Enfield | Spencer   | Peabody | Martini-Henry | Kropatschek | Beaumont | Winchester |
| ---------------------------------------------------- | --------- | ---------------- | --------------------- | ------------------ | ------------------ | -------- | ----------- | -------------- | --------- | ------- | ------------- | ----------- | -------- | ---------- |
| de cerrojo                                           |           |                  | X                     | X                  | X                  |          | X           |                |           |         |               | X           | X        |            |
| de palanca                                           |           |                  |                       |                    |                    | X        |             |                | X         | X       | X             |             |          | X          |
| avancarga                                            |           |                  |                       |                    |                    |          |             |                |           |         |               |             |          |            |
| retrocarga                                           | X         | X                |                       |                    |                    |          |             | X              |           |         |               |             |          |            |
| Cartucho metálico                                    | X         | X                | X                     | X                  |                    | X        | X           | X              | X         | X       | X             | X           | X        | X          |
| Calibre (mm)                                         | 11-12,7   | 11               | 11                    | 11                 | 11                 | 11       | 11          | 14,6           | 13,2      | 10,4-11 | 11,43         | 11          | 11,3     | 7,62-9     |
| Longitud (m)                                         | 1,3       | 1,32             | 1,35                  | 1,3                | 1,3                | 1,3      | 1,3         | 1,4            | 0,94      | 1,3     | 1,2           | 1,24        | 1,32-1,8 | 1,17       |
| Cadencia (tiros/minuto)                              | 8         | 16               | 6                     | 6                  | 6-8                | 10       | 9-10        | 10             | 15-20     | 10      | 20            | 9           | 9        | 20-25      |
| Peso (kg)                                            | 4,2       | 4,2              | 4,5                   | 4,1                | 4,0                | 4,3      | 4,2         | 4,3            | 3,8       | 4,2     | 4,2           | 4,5-5,1     | 4,4-4,7  | 3,9        |
| Vel. inicial (m/s)                                   | 390       | 410              | 432                   | 375                | 375                | 430      | 430         | 380            | 360       | 435     | 400           | 430         | 405      | 360        |
| Alcance (m)                                          | 914       | 914              | 1.200                 | 1.100-1.200        | 1.100-1.600        | 1.200    | 1.200-1.800 | 540-2.500      | 250-1,000 | 457     | 540-2.500     | 2,900       | 200-1800 | 300-1.000  |
| Bala gr                                              | 26        | 25               | 32                    | 25                 | 25                 | 25       | 25          | 31             | 20,8-22   | 19,1    | 31,1          | 25          | 44       | 13?        |
| Disponibilidad en arsenales al comienzo de la guerra |           |                  |                       |                    |                    |          |             |                |           |         |               |             |          |            |
| Bolivia                                              |           |                  |                       |                    |                    |          |             |                |           |         |               |             |          |            |
| Chile                                                |           |                  |                       |                    |                    | 12.500   |             |                |           |         |               | 2.000       |          | 2.000      |
| Perú                                                 | 1.800     |                  | 5.000                 | 5.000              | 9.047: 78          | 2.000    |             |                |           | 7.000   |               |             |          |            |

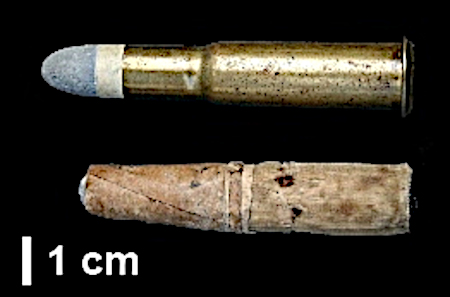
Arriba, un cartucho metálico para un Fusil Gras Modelo 1874, y abajo, un cartucho de papel para un Fusil Chassepot. El cartucho metálico protege la pólvora de la humedad, reduce la cantidad de humo y residuos que deja la combustión de la pólvora y el papel e impide que la ceniza afecte la vista del soldado y trabe el mecanismo del fusil.

Los países beligerantes usaron una variedad de fusiles que traían diferentes características de acuerdo al avance de la técnica al momento de la compra en Europa, pero esos adelantos técnicos modificaban las condiciones del combate que a su vez, citamos a Jorge Grieve, ... la mayor dificultad estuvo en que los hombres que las emplearon, educados en la teoría de las armas de percusión o de pistón, tenían que educarse y persuadirse del cambio que tenían que introducir en todas las nociones adquiridas, tanto desde el punto de vista de la balística pura, cuanto desde el punto de vista, más general, de la táctica.
En los arsenales existieron fusiles:
- de retrocarga, en los que la munición se carga por la parte trasera del cañón (Remington Rolling Block, Snider-Enfield). Tenían mayor cadencia de tiro y podían ser cargados con el fusil en cualquier posición.
  - de cerrojo, en los cuales su recarga se efectúa mediante una pieza similar al cerrojo de una puerta.
  - de palanca, que pueden ser de repetición, o monotiro (Cerrojo levadizo). En los de repetición, la palanca unida al guardamonte acciona el cerrojo para la carga y recarga de un nuevo cartucho, armando también el martillo. En los de cerrojo levadizo, la palanca hacía bajar el cerrojo y extraía el casquillo vacío de la recámara, teniendo que introducir manualmente el siguiente cartucho.
  - de cartucho metálico, que protegía la pólvora de la humedad y el agua, además de contener la ceniza de la combustión sin afectar al soldado ni al mecanismo.
  - de cartucho de papel, cuya combustión producía humo y ceniza que enceguecían al soldado y ensuciaban el mecanismo. El humo era causado por la combustión de la pólvora y del papel que la envolvía y sostenía también la bala.
- de avancarga, en los que la pólvora y la bala son introducidos por la boca del cañón con ayuda de una baqueta.

Los fusiles con mayor cadencia de disparo eran los fusiles de palanca Winchester o el Kropatschek de cerrojo, que quedaron reservados para la caballería y para los sirvientes de la artillería. En los fusiles de palanca, varias balas son almacenadas en el fusil (en un depósito tubular dentro de la culata o debajo del cañón), listas para ser cargadas por un movimiento de palanca y disparadas.
Compras peruanas
Jorge Basadre señala que 30.000 fusiles y 60 ametralladoras llegaron al Perú hasta antes de la batallas de Lima, pero que no pudo hacerse pública para no dar informaciones al enemigo y ha sido desdeñada más tarde bajo el influjo de la derrota ("y de la pasión política" agrega la versión pdf de su obra)
El Ejército Peruano estaba armado con fusiles que ya eran considerados obsoletos en esa época. Bolivia le prestó 2.200 fusiles Remington Rolling Block en junio, que fueron devueltos el mes siguiente.
Los primeros fusiles de cerrojo fueron comprados por el gobierno de Pedro Díez-Canseco a Pierre Gavard, que eran una copia del fusil de aguja Chassepot Modelo 1866. Llegaron 5.000 al Perú hasta 1870. Estos fusiles fueron hechos por la fábrica belga Gillion y resultaron defectuosos ya que su uso continuo generaba un desgaste en sus obturadores de caucho que protegian al tirador del estampido de la deflagración de la pólvora y adicionalmente el desgaste de la aguja que ingresaba al cartucho de papel para golpear al fulminante. Ese año, el gobierno compró fusiles Chassepot Modelo 1869 originales. Además, Nicolás de Piérola introdujo al Perú unos miles de estos fusiles durante sus sublevaciones. Los Chassepot eran muy deficientes: luego de 50 a 100 tiros se tenía que limpiar el fusil, desarmar el cerrojo para reemplazar la aguja percutora que ingresaba al cartucho durante el disparo, cambiar el la aguja percutora que golpeaba el fulminante y cambiar los obturadores (arandelas de caucho que aseguraban la hermeticidad de la recámara), operaciones que eran complicadas de hacer en combate.[cita requerida]
En 1870 los coroneles Francisco Bolognesi y Emilio Castañón fueron enviados a Europa para comprar 2.000 fusiles Comblain II de calibre de 11 mm, antes de que estos fueran adoptados por el ejército belga en 1871.
Posteriormente, en junio de 1873, el gobierno peruano envió al coronel Castañón y al sargento mayor Jorge Anschutz a comprar 5.000 fusiles Comblain II, pero no pudieron ser producidos porque la fábrica estaba ocupada con un pedido de Chile por 9.000 fusiles y uno de Brasil por 12.000 fusiles. Castañón viajó a Alemania y en Suhl examinó al Mauser Modelo 1871, que tampoco pudo adquirir. En cambio, Castañón contrató con el fabricante Bornmüller la fabricación de un diseño primerizo conocido como Modelo Peruano, cuyo cañón sería en dimensiones, calibre y rayado igual al de un Chassepot, excepto la recámara, que sería apropiada para alojar un cartucho metálico, con la misma carga y proyectil que el Beaumont, lo mismo que la mira y con un resorte de acero templado; el seguro debía ser como el del Mauser 71. Este fusil fue producido en dos fábricas: la de Schaller y la de Funk. Sus características eran: alcance máximo de 1.600 m, rayado de 4 estrías, 9 tiros por minuto y cartucho metálico con un proyectil de 25 g. Los fusiles peruanos tuvieron muchos defectos: su sistema de cerrojo no funcionaba con precisión, los cartuchos de la fábrica de Funk quedaban 1/2 milímetro más adentro de la recámara, por lo que el percutor no alcanzaba el fulminante del cartucho y el resorte también tenía serios defectos, lo cual se consideraba insalvable en esa clase de sistemas.
También se enviaron a Europa los 5.100 fusiles Chassepot fabricados por Gillion para ser modificados al sistema Peruano, es decir, con cartucho metálico, pero solo se modificaron 2.040, pues muchos no resistieron el proceso de transformación. Estos fusiles fueron conocidos en Perú como Fusil Chassepot reformado. En 1877 muchos estaban en malas condiciones para el servicio, lo que llevó a las autoridades a nombrar una comisión integrada por los coroneles Francisco Bolognesi, Mariano Vargas y Enrique Bonifaz para que sugirieran soluciones al problema de los fusiles. La comisión acogió las sugerencias del armero Adolfo Brim, pero estas no solucionaban el defecto del resorte del cerrojo, lo que llevó a Emilio Castañón a rechazar las sugerencias de modificaciones. Este defecto que se encontraba presente tanto en los fusiles Chassepot, como los fusiles Modelo Peruano y los Chassepot reformados era que el resorte era corto y el percutor no alcanzaba a golpear el fulminante.[cita requerida]
Al 31 de diciembre de 1877, los fusiles en los arsenales peruanos eran (en sus 3 tamaños: fusil, mosquetón y carabina): 6.198 Peruanos (1.000 carabinas y el resto fusiles), 235 Winchester Modelo 1866, 546 Comblain II, 3.557 Chassepot reformados, 1.417 Snider, 58 Martini-Henry, 9.062 Chassepot, 108 Wilson, 16 Rampard, 27 Henry, 763 Springfield y 351 Sharps. Además había varios miles de fusiles de avancarga Minié, ya anticuados para esa época pero que fueron muy usados en la guerra. La gran cantidad de fusiles de diversos sistemas hizo difícil el amucionamiento para los diversos cuerpos del ejército.
En plena guerra, el Perú hizo compras de fusiles que aumentaron el problema de calibres en el ejército. Se adquirieron miles de Peabody-Martini y Remington Modelo Español, además que Costa Rica pagó una vieja deuda al Perú con la entrega de 5.000 Remington egipcios.
Los Peabody-Martini eran fusiles utilizados por el ejército turco en la Guerra Ruso-Turca de 1877-1878. Los rusos vendieron los fusiles capturados durante la guerra a Estados Unidos y de ahí fueron comprados por Perú. Este fusil estadounidense era una copia del fusil británico Martini-Henry, de 7 estrías, pero de calibre 11,43 mm (0.45 in).
El Remington Modelo Español era de calibre 11 mm (0.43 in) y el Remington Egipcio era de calibre 12,7 mm (0.50 in), este último, con una cadencia de 16 tiros por minuto.
Durante la guerra se compraron varias ametralladoras Gardner, Nordenfeldt y Gatling.
Los oficiales usaban revólveres Lefaucheux, Colt y Modelo Peruano, este último, fueron un encargo de mil revólveres por Emilio Castañón a la empresa Zöller Hermanos de Zella.
Durante la Campaña de la Breña los guerrilleros andinos usaron hondas y lanzas.

### Ametralladoras

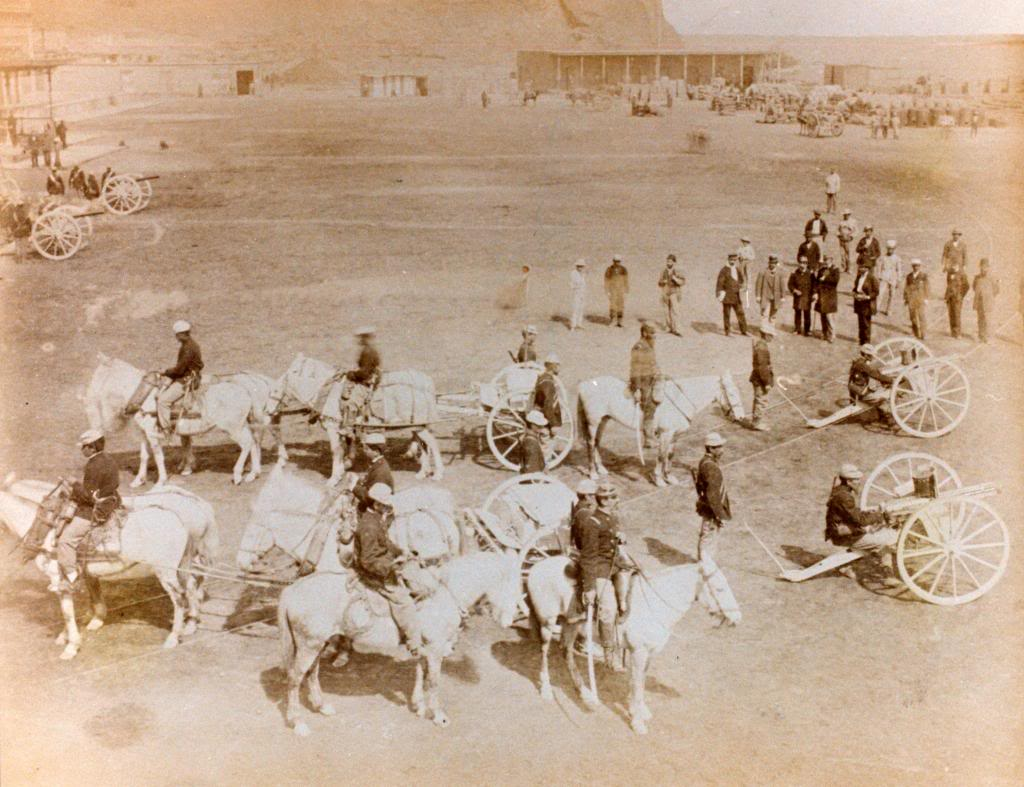
Una batería chilena de ametralladoras Gatling en Arica.

Perú y Chile emplearon ametralladoras durante la guerra del Pacífico, tanto a bordo de buques como en tierra. Tuvieron importancia en la batalla de Chorrillos y Miraflores, pero, según W. Sater, no tuvieron la importancia que debieron tener. Uno de los modelos más utilizados fue la ametralladora Gatling, inventada durante la guerra de Secesión.

### Polvorazos, minas y torpedos
En los informes contemporáneos se usan indistintamente los tres nombres para explosivos enterrados que no tenían carcasa y usaban piedras como esquirlas (polvorazos) o lo que hoy se conoce como minas terrestres.

### Tren blindado
Para la defensa de Lima se construyó un tren blindado que debía recorrer la línea férrea que unía Lima con Miraflores (en aquel tiempo un poblado cercano a la capital) y en el que estaban instalados cuatro cañones de 75 mm y dos ametralladoras. También disponía de 3 vagones para hasta 100 tiradores. Todo el tren estaba protegido por planchas de hierro, con las respectivas troneras y mirillas para los tiradores.: 218 

### Granadas de mano
A. Contador Z. señala que no existen registros oficiales en los arsenales de guerra sobre granadas de mano pero que tales instrumentos ya eran conocidos desde siglos atrás y fabricados en serie en Francia. Por esa razón da como casi segura su utilización por los beligerantes y cita además menciones de "bombas de manos" tanto en un relato del combate naval de Iquique como en oficios de los arsenales peruanos.: 222 

### Armas blancas
De gran importancia psicológica fue el corvo y también la bayoneta.

### Otras
Por lo menos, según Dellepiane, la caballería chilena no usó lanzas.
Durante la Batalla de Chorrillos, las fuerzas peruanas intentaron llegar con un tren blindado desde Lima a Chorrillos, pero no lo lograron.
Durante la Campaña de la Breña, los montoneros supieron usar "galgas" contra los destacamentos chilenos. Estas eran grandes piedras que hacían rodar cerro abajo y que arrollaban a los soldados que sorprendían en su trayecto. Como estaban escasos de otras armas, también emplearon lazos, hondas y lanzas.

## Caballería
La caballería, en el sentido extenso del término, debía cumplir varias funciones durante la guerra:
- ataque
- exploración
- transporte
- comunicaciones

Los aliados no tuvieron una caballería comparable a la chilena. Mercado Jarrín explica que en la Campaña de Tacna y Arica, el ejército del Sur comandado por L. Montero, dispuso de 400 jinetes, las tropas chilenas en cambio tenían 1000 jinetes. Referente al transporte de la artillería, Montero dispuso de 10 mulas. Los chilenos dispusieron de 700 mulas más bueyes para la artillería y bagajes.

## Artillería

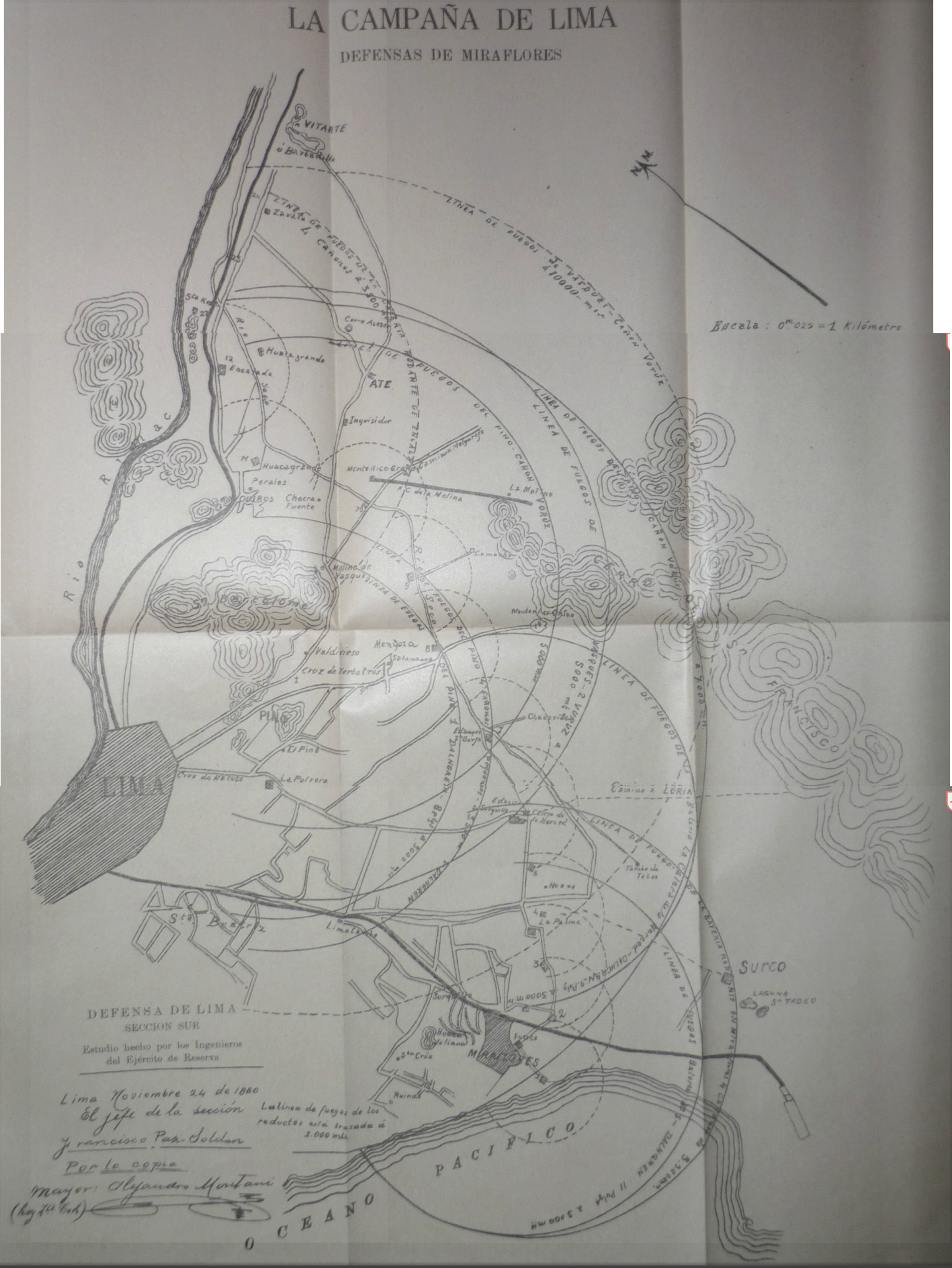
Defensas de Lima, sección sur, con las líneas de fuego de los cañones peruanos.

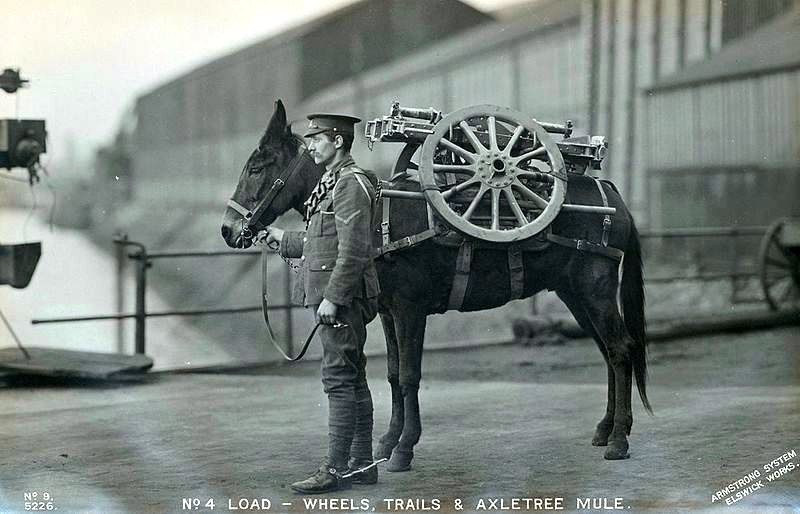
Un cañón de montaña de 75 mm cargado en una mula. Cinco mulas eran necesarias para trasladar todo el material. Foto tomada en Newcastle, Inglaterra, de una firma inglesa productora de material muy posterior a la guerra. (Foto: Tyne & Wear Archives & Museums)

### Tipos de cañones
Debido al rasante progreso técnico en la segunda mitad del siglo XIX, existieron grandes diferencias entre los cañones y la munición utilizada durante la guerra. 
- cañones de retrocarga en que la munición era introducida por la parte trasera del cañón, lo que facilitaba la recarga del arma durante la batalla.
- cañones de avancarga, en los cuales la pólvora y la bola debían ser introducidas cuidadosamente por la boca del cañón, luego empujarlas a través del ánima, hasta acomodarlas en la recámara.

Los cañones podían tener
- ánima lisa, con la cual el proyectil no adquiría un movimiento de rotación
- ánima rayada. Esta le daba al proyectil un giro (rotación) en torno a su eje longitudinal que lo estabilizaba, y daba de esa manera mejor puntería al disparo.

### Tipos de proyectiles
Los proyectiles podían ser:
Sin carga explosiva interna

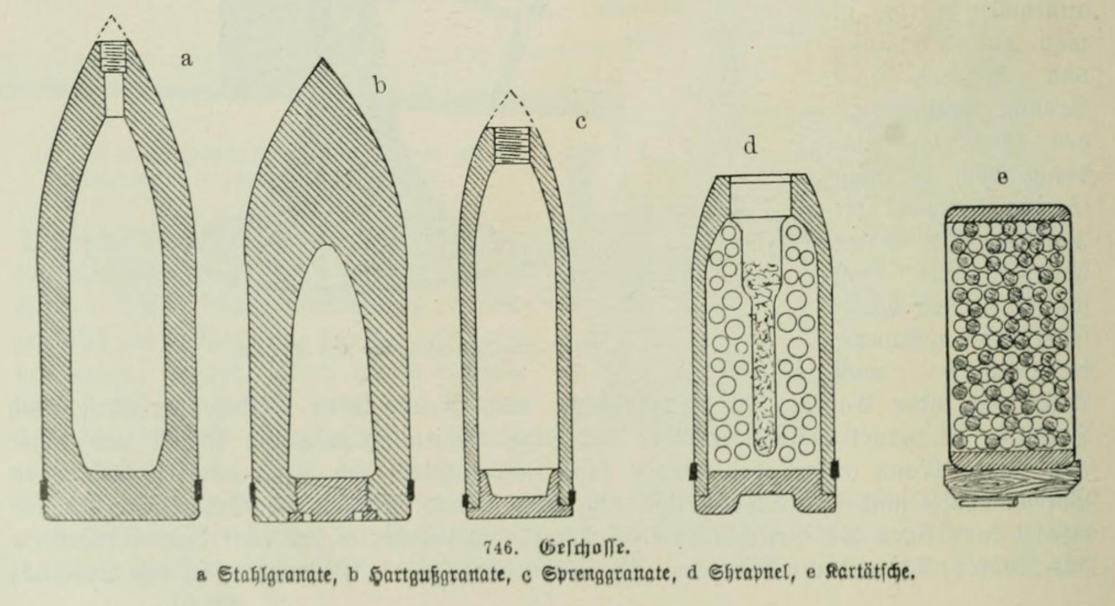
a y b son proyectiles ojivales huecos, c es un obús con carga explosiva y espoleta, d es un shrapnel, y e un bote de metralla.

- bolas de cañón, cuyo efecto era atravesar todo objeto débil en su trayectoria, ya sean personas o defensas. No explotaban. Incluye a los proyectiles ojivales macizos. Eran utilizados para la destrucción de piezas de artillería, fortalezas y similares.
- Bote de metralla, un cilindro metálico cerrado, usualmente lleno de balas esféricas de plomo o hierro. Al salir del cañón cubrían una amplia área del frente con pequeños proyectiles destinados contra la infantería.

Con carga explosiva interna
- shrapnel, proyectil que al detonar en el aire lanzaba una nube de balas esféricas, comparable a los perdigones de un cartucho de escopeta.
- obuses, que además de atravesar todo objeto débil en su trayectoria, al impactar su espoleta detonaba la carga explosiva que llevaban en su interior.
- carcasas, proyectiles incendiarios que se rompían al impactar y esparcían su mezcla incendiaria ardiendo.

### Fabricación de cañones
En Perú se fabricaron cañones:
- Cañón Grieve
- Cañón White

### Artillería en tierra

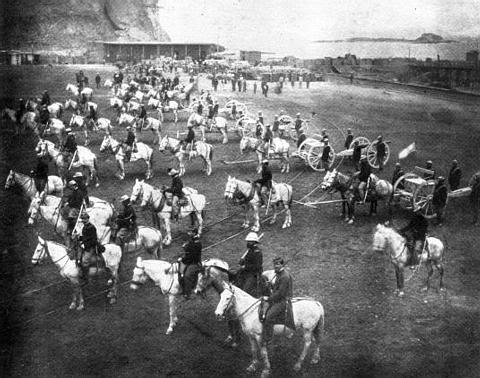
Artillería chilena en Arica equipada con cañones de campaña Krupp, con cureña y armón.

La importancia de la artillería fue en muchos casos decisiva. Basadre cita a Gonzalo Bulnes y afirma que La primera batalla de la fase terrestre de la guerra, la batalla de San Francisco fue un avance de la infantería peruana-boliviana contenido por la artillería chilena. Lo mismo se afirma sobre la guerra Franco-prusiana, que la calidad superior de los fusiles Chassepot franceses sobre los anticuados fusiles Dreyse alemanes debió ser compensada con grandes bajas (Gravelotte y St.Privat) y la calidad de la artillería alemanas.
El ejército chileno utilizó por lo menos dos tipos de cañones:
- Cañón de montaña: escribe G. Galté Lockett: En la artillería de montaña la pieza iba desarmada, es decir, el tubo, la cureña y las ruedas se ponían por separado sobre caballos o mulas. Los sirvientes también iban montados. Le León relata en su informe que había seis mulas por pieza de montaña, tres para el cañón, el afuste y el tren delantero, dos para las municiones y una de reserva.[14]: 22
- Cañón de campaña: escribe G. Galté Lockett: La artillería de campaña es la que lleva el material sobre un carruaje compuesto de la pieza propiamente tal y el armón, juego delantero de la cureña con el cual se completa el carruaje de cuatro ruedas. Con ello se consigue una mayor facilidad en la con ducción y la pieza se separa del armón para disparar. Ella además podía ser arrastrada por caballos o mulas. Los artilleros iban a pie, teniendo cada pieza seis sirvientes que se colocaban en los costados, o sobre las piezas o sobre los armones.

Estos eran cañones Krupp de fabricación alemana, los más modernos de la época.

### Artillería costera

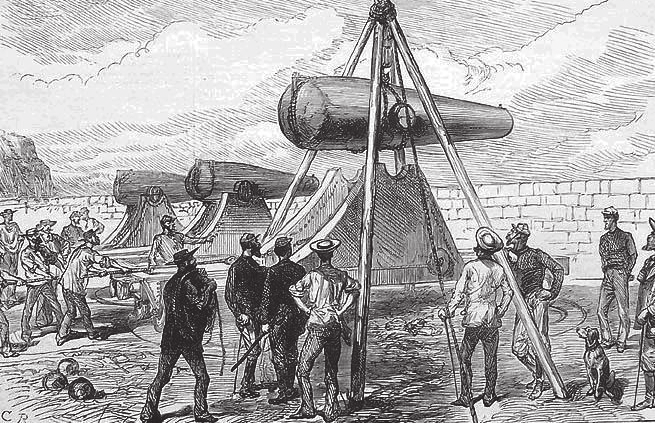
Tres cañones Rodman son instalados en Valparaíso en 1879, en un grabado publicado en Londres en la revista The Illustrated London News del 15 de noviembre de 1879.

### Artillería naval
La artillería tuvo una gran avance por aquellos años donde aparecieron por cañones de mayor alcance, precisión y cadencia de disparo. Los blindados Cochrane y Blanco Encalada poseían estas armas de última generación, junto con una munición superior que era la de los proyectiles palliser de penetración antiblindaje. Existieron proyectiles y obuses Palliser.: 131 
Los diversos cañones navales peruanos de gran calibre eran tipo Blakely, Armstrong, Vavasseur o Voruz tanto de buques como de tierra, eran de la década anterior, comprados en su mayoría para la guerra hispano-sudamericana.
En la batalla naval de Angamos se utilizó por primera en combate la munición Palliser, cuyas ojivas estaban hechas de un acero especial que le permitía atravesar mejor las planchas de blindaje. 
El monitor peruano no poseía tales proyectiles durante el Combate de Angamos, por ello sus disparos no lograron penetrar la coraza del Cochrane. Esta munición recién llegó al Perú a finales de octubre de 1879, luego de haber ya sido capturado el monitor y más bien algunos se usaron en los cañones Armstrong de calibre similar (300 libras) de los fuertes del Callao, ante el posterior bloqueo chileno.

## Torpedos

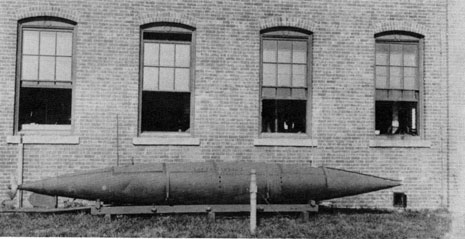
Torpedo Lay semejante al usado por el Huáscar en el Segundo combate naval de Antofagasta.

El término "torpedo" se utilizó durante el siglo XIX para lo que en el siglo XX se llamó mina marina: un dispositivo sin propulsión propia ubicado cerca de, o en la superficie del mar, que controlado desde un lugar cercano era detonado a través de un circuito eléctrico cerca de la nave enemiga. Así fueron hundidas la Covadonga y el Loa.
El nombre "torpedo" también es utilizado en escritos de la época para minas y polvorazos. (Ver sección "Polvorazos, minas y torpedos".) 

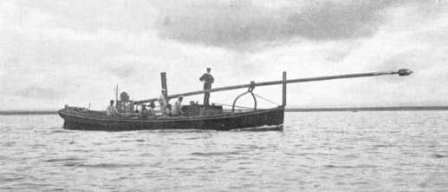
Una lancha de vapor transportando un torpedo de pértiga.

El torpedo de pértiga o torpedo de bolalón también fue utilizado pero sin éxito. Consistía en una larga pértiga con explosivos en su extremo, que debían explotar cerca del casco del barco enemigo.
Pero también se utilizó en la guerra el torpedo de John Louis Lay con propulsión propia, que fue disparado desde el Huáscar en Antofagasta, pero falló su control de dirección.: 271 

## Naves de guerra

### Adquisiciones navales

#### Chile
La guerra de las Islas Chincha realzó el prestigio militar, y los anhelos de preponderancia, del Perú y lo dejó con los más potentes naves de guerra de la costa oeste de América del Sur, el Huáscar, Independencia, Unión y América así como enormes instalaciones defensivas en sus puertos que le dieron supremacía naval. Cuando Chile y España solicitaron conjuntamente en febrero de 1868 a Gran Bretaña la entrega de las corbetas O'Higgins y Chacabuco respectivavente la fragata blindada Arapiles y la Fragata blindada Vitoria, cuya entrega había sido suspendida por las leyes británicas de neutralidad, Perú protestó aduciendo que violaba los principios de la alianza cuádruple (Bolivia, Ecuador, Perú y Chile). A pesar de la entrega de las corbetas a Chile, Perú conservó su preponderancia naval y militar. En 1872, el gobierno chileno de Federico Errázuriz Zañartu ordenó la construcción en Inglaterra de la fragata blindada Blanco Encalada y la fragata blindada Cochrane. Cuando en 1873 Bolivia y Argentina tenían problemas limítrofes con Chile y Perú instigaba a Bolivia a romper el Tratado de 1866, el gobierno chileno apresuró la construcción de la Cochrane, que sin sus terminaciones pero en capacidad de combate llegó a Chile a fines de 1874. (Más tarde llegó el Blanco Encalada, y el Cochrane fue enviado a Europa para sus terminaciones.)
Con el arribo a Valparaíso de la fragata Cochrane Perú perdió la supremacía naval en la costa sur del Pacífico.
Durante la guerra Chile ordenó los cruceros Crucero Arturo Prat y Crucero Esmeralda (1884) pero fueron embargados.
| Barco                                                  | Carga (t) | Pasajeros |
| ------------------------------------------------------ | --------- | --------- |
| De la Compañía Explotadora de Lota y Coronel           |           |           |
| Carlos Roberto                                         | 550       | 610       |
| Luis Cousiño                                           | 550       | 615       |
| Matías Cousiño                                         | 900       | 800       |
| Requisado a navieros chilenos                          |           |           |
| Dordrech                                               | 835       | 810       |
| Avestruz                                               | 747       | 1.000     |
| Excelsior                                              | 1.256     | 1.550     |
| Julia                                                  | 1.159     | 210       |
| Juana                                                  | 550       | 220       |
| Lota                                                   | 1.260     | 1.240     |
| Norfolk                                                | 1.296     | 1.512     |
| Santa Lucía                                            | 500       | 800       |
| Donado por Francisco Álvarez                           |           |           |
| Elvira Álvarez                                         | 1.000     | 610       |
| Transferidos desde la Compañía Sudamericana de Vapores |           |           |
| Huanay                                                 | 350       | 420       |
| Inspector                                              | 827       | 1.500     |
| Itata                                                  | 1.211     | 1.260     |
| Lamar                                                  | 1.300     | 930       |
| Limarí                                                 | 900       | 833       |
| Bernard Castle                                         | 1.000     | 1.110     |
| Paquete del Maule (1866)                               | 350       | 420       |
| Copiapó                                                | 800       | 1.146     |
| Comprados a la Pacific Steam Navigation Company        |           |           |
| Amazonas                                               | 1.200     | 1.260     |
| Chile                                                  | 1.000     | 880       |
| Paita                                                  | 1.000     | 1.580     |
| Arrendado a navieros británicos                        |           |           |
| Pisagua                                                | 1.000     | 600       |
| Elena                                                  | 1.480     | 812       |
| Origen desconocido                                     |           |           |
| Orcero                                                 | 1.093     | 1.220     |
| CAPACIDAD TOTAL                                        | 24.114    | 25.448    |

| Barco          | Observaciones                                                          |
| -------------- | ---------------------------------------------------------------------- |
| Toltén         |                                                                        |
| Toro           |                                                                        |
| Rímac          | Capturado por Perú en julio de 1879. (CSAV, no en lista de Vargas M.). |
| Loa            | Destruido por Perú en julio de 1880. (CSAV, no en lista de Vargas M.). |
| Princesa Luisa |                                                                        |

Contrato de la CSAV del 6 de agosto de 1874
El cabotaje en las costa chilenas antes de la guerra estaba permitido tanto a empresas nacionales como extranjeras y era realizado por la Compañía Sudamericana de Vapores (CSAV), White Star (Inglesa), Compagnie Generale Transatlantique (francesa), Kosmos (alemana), Compañía de Navegación Belga, y la Pacific Steam Navigation Company (PSNC, Inglesa). Para poder sostener la competencia con empresas extranjeras, el estado chileno acordó con la CSAV el 6 de agosto de 1864 un contrato de subvención por diez años que incluía las siguientes condiciones:: 2 
- Servir al transporte de correos (oficial o particular) entre todos los puertos que toque, ahora o en el futuro.
- Rebajar en un 50% la tarifa para empleados, tropa y carga estatal; las autoridades estarán exentas de cobro.
- Abastecer de carbón a la Armada, por el precio del costo, en los puertos donde la empresa tuviera depósitos de dicho combustible.
- Disponer naves para expediciones estatales, con buques fuera de itinerarios, y aun con cualquier nave si recibía un aviso de previo de diez días.
- Las naves y tripulaciones de la CSAV quedarán a disposición del estado en caso de guerra.

Este convenio permitió al estado chileno utilizar las naves de la compañía durante la guerra. Los buques de la CSAV y los de la CELC navegaron al mando de oficiales mercantes dispuestos por las empresas, pero con un oficial de la Armada que tomaba el mando en caso de acción de guerra. La excepción fueron los cruceros armados Copiapó y Loa que navegaron siempre bajo el mando de oficiales de la Armada.: 2 
Requisición, compra y arriendo de naves.
A finales de febrero de 1879, Chile compró el vapor Santa Lucía de 350 toneladas, recomprado la corbeta Abtao, arrendado los buques de la CSAV para transporte de carbón, pertrechos, artillando a algunos como cruceros de guerra, el 30 de marzo de 1879 fletó al Copiapó por 90 mil pesos mensuales, el 15 de abril fletó al Límari por 26.500 pesos mensuales, al Lamar por 9 mil, al Paquete de Maule por 5 mil y al Huanay por 4.500, y el 12 de mayo, al Itata, Loa y Rímac por 18 mil pesos cada uno. También fletó al Matías Cousiño de la Compañía Explotadora de Lota y Coronel el 12 de mayo por 3 mil pesos mensuales.
Desde inicios del año, Chile intentó comprar el vapor Amazonas de la PSNC, pero recién lo realizó en julio. También ese mes compró en Gran Bretaña el mercante Belle of Cork, que fue renombrado Angamos, y dos lanchas torpederas.
A finales de 1879, Chile compró en Europa el vapor Kielder Castle, que llegó a Valparaíso en febrero de 1880 con un gran cargamento de armas y lo rebautizó como Pisagua. En febrero y marzo de 1880, Chile devolvió a la CSAV los vapores Huanay y Paquete de Maule respectivamente, pero luego arrendó a la misma empresa la fragata Inspector. En febrero, Chile fletó los vapores Carlos Roberto y Luis Cousiño de la Compañía Explotadora de Lota y Coronel. Para noviembre de 1880, también compró los vapores Paita y Chile de la PSNC, y fletó el vapor Julia.
Torpederas
Las "torpederas" que durante los bloqueos fueron muy usadas, tenían un torpedo de pértiga. Sin embargo su uso mayor fue de vigilancia. Clements Robert Markham escribió:
La utilidad de las rápidas lanchas torpederas en la imposición de un bloqueo no puede ser sobreestimada. No solo son los "pies" y los "ojos" del escuadrón. No solo son útiles para prevenir el escape de algún barco enemigo sino que también ofrecen protección a su propia flota, dando alarma a tiempo de un peligro inminente, en la noche con un sistema de señales luminosas previamente acordadas y en el día por su gran velocidad. La firmeza del bloqueo del Callao fue sin duda, en gran medida, debido a las torpederas chilenas.
Chile hizo construir en Gran Bretaña, varias lanchas torpederas que fueron trasladadas en partes a Chile y ensambladas en Valparaíso. Fueron construidas entre 1880 y 1882 por los astilleros Yarrow of Poplar, isle of Dogs, en el río Támesis, en Londres y despachadas encajonadas a Valparaíso, donde se procedió a armarlas. Estaban armadas con dos torpedos de pértiga y uno o dos cañones de tiro rápido, desplazamiento entre 25-35 toneladas, largo de 26, 23 y 30,5 metros, 400 HP y 19 nudos de velocidad: “Janequeo” (2ª), hundida en El Callao el 25 de abril de 1880; “Fresia”, hundida en El Callao el 6 de diciembre de 1880, reflotada y desarmada en 1884; “Fresia” (2ª) (numeral 1) dada de baja después de la guerra; “Guacolda” (numeral 4), dada de baja después de la guerra civil de 1891; “Lauca” (numeral 5): Dada de baja después de la guerra civil de 1891; “Glaura” (numeral 6): Vendida al Japón en 1885 en 10.000 libras esterlinas.
Chalanas
Una innovación importante fue la construcción de lanchas de desembarco, a las que se llamó chalanas, de fondo plano que sirvieron para el desembarco en Pisagua y en Curayaco. El ministro Sotomayor intruyó a P. Lynch ordenar la construcción de una "lancha plana" para desembarcar.: 460  Según Ekdahl, el ministro José Francisco Vergara ordenó la construcción de 36 de estas antes de la Campaña de Lima.: 26  En Pisagua, las chalanas podían transportar 20 hombres.: 548 
El observador francés M. Le León describió así el uso de las chalanas en Curayaco:: 16 
El desembarque se hizo por medio de chalanas de la forma indicada en el croquis adjunto, que podían contener más o menos sesenta y cinco soldados equipados que permanecían de pié. Las chalupas a vapor, en muy pequeño número, y las canoas a remo de las naves de guerra, sirvieron para el remolque. A veces aún, las chalanas fueron solas a tierra por medio de dos grandes remos. Esto hizo aún más lenta la operación.
Según Le León, una de ellas fue varada y utilizada como desembarcadero.

#### Perú
| Tumbes   | No tuvo participación en la guerra. |
| Chalaco  | Transporte armado                   |
| Talismán | Transporte armado                   |
| Limeña   | Transporte armado                   |
| Oroya    | Transporte armado                   |

Cuando el gobierno de Perú se enteró de la construcción de las fragatas blindadas para Chile en Gran Bretaña, también ordenó reservar fondos para la construcción de naves de guerra adecuadas, pero este proyecto se canceló, al parecer por varias razones, según Basadre: el Tratado Bolivia-Chile parecía resolver las tensiones, la constante necesidad de fondos para amagar los intentos golpistas de Piérola, la pésima situación del presupuesto de la nación y por último el Tratado de 1873, que llevó al presidente Manuel Pardo y Lavalle a decir: "tengo dos blindados, uno se llama Bolivia y el otro Buenos Aires".
La compra en 1869 de los monitores Atahualpa y Manco Cápac (construidos en 1865) es una muestra de la desidia con que se hicieron las compras militares en el Perú. Eran monitores fluviales, incapaces de operar más allá de las cercanías de la costa y se pagó por ellos altos precios.
Perú intentó durante la guerra comprar algún barco de guerra para enfrentar la pérdida de sus barcos capitales, pero a consecuencia de las leyes de neutralidad y de las maquinaciones de la diplomacia chilena no le fue posible. Jorge Basadre relata los esfuerzos infructuosos para comprar en Francia el Solférino (1861) y el La Gloire a través de un agente nicaragüense, en Turquía el acorazado Fethi Bulend aparentando una compra japonesa, en Estados Unidos el blindado Stevens Battery.
Durante la guerra Perú ordenó la construcción del Sócrates y el Diógenes (USS Topeka (PG-35)) en Alemania y armados en Gran Bretaña (los nombres griegos solo eran para burlar las leyes de neutralidad británicas). Solo el Sócrates, bautizado como Lima llegó al Callao en 1889.
El Perú logró comprar y recibir torpederas construidas en los Estados Unidos, además de torpedos.
Técnicamente de gran interés fue el desarrollo del Toro Submarino en Perú, que aparentemente fue completado pero nunca entró en acción.
Perú inició gestiones en Europa para la construcción o compra de blindados y compró el vapor Oroya de la inglesa PSNC. En agosto se acordó con la PSCN la compra del vapor Islay y en septiembre, la compra en Inglaterra del vapor Malvina por solo £ 39.000, pero ninguno se concretó por falta de dinero.
Se compró al estadounidense Josias Harris, dueño de una factoría en la isla San Lorenzo, la preparación de 30 torpedos fijos y que su lancha a vapor se le convierta en torpedera con un torpedo de pértiga fabricado por el mismo Harris. También se acordó con el ingeniero peruano Eulogio Delgado la preparación de 40 torpedos fijos y se compraron torpedos Harvey en Inglaterra. A finales de mayo, Prado ordenó fondear torpedos fijos en Iquique y Arica. En junio, Prado acordó con un británico apellidado Scott hundir los blindados chilenos con sus torpedos, cobrando solo tras haber cumplido su cometido. Se logró adquirir 10 torpedos Lay en Estados Unidos, además se ordenó la compra de 6 lanchas torpederas Herreshoff en junio, pero por falta de dinero, sólo se pudo comprar tres, de las cuales sólo dos llegaron al Perú, siendo la tercera captura por Chile en Guayaquil.

#### Bolivia
Bolivia, que durante la guerra no poseyó buques de guerra, permitió por patentes de corso del 26 de marzo de 1879 que corsarios atacasen las naves chilenas. La oposición de Estados Unidos, y Gran Bretaña convenció a Perú de aconsejar a Daza no continuar ese camino.